# BlackArch
O BlackArch é uma distribuição de testes de penetração baseada no Arch Linux que fornece uma grande quantidade de ferramentas de segurança cibernética. É uma distribuição de código aberto criada especialmente para testadores de penetração e pesquisadores de segurança. O repositório contém mais de 2700 ferramentas que podem ser instaladas individualmente ou em grupos. O BlackArch Linux é compatível com as instalações existentes do Arch Linux.

## Visão geral
Quando totalmente instalado, o BlackArch, é semelhante ao Parrot OS e ao Kali Linux em uso. Uma diferença crítica entre as outras distribuições e o BlackArch, entretanto, é que o BlackArch não fornece um ambiente de área de trabalho, mas fornece muitos gerenciadores de janelas pré-configurados. Semelhante ao Kali e ao Parrot, o BlackArch pode ser gravado em uma imagem ISO e executado como um sistema ao vivo. O BlackArch também pode ser instalado como um repositório não oficial do usuário em qualquer instalação atual do Arch.

## Pacotes
O BlackArch atualmente contém 2740 pacotes e ferramentas, junto com suas dependências. O BlackArch é desenvolvido por um pequeno número de especialistas em segurança cibernética e pesquisadores que adicionam os pacotes, bem como as dependências necessárias para executar essas ferramentas.

Categorias de ferramentas dentro da distribuição BlackArch (data de contagem: 15 de setembro de 2021):
1) Antianálise forense: 2 ferramentas
2) Automação: 104 ferramentas
3) Automóvel: 3 ferramentas
4) Porta dos fundos: 48 ferramentas
5) Binária: 68 ferramentas
6) Bluetooth: 25 ferramentas
7) Auditoria de código: 28 ferramentas
8) Crack: 160 ferramentas
9) Criptografia: 72 ferramentas
10) Banco de dados: 6 ferramentas
11) Depuração: 15 ferramentas
12) Decompilador: 17 ferramentas
13) Defesa: 44 ferramentas
14) Desmontagem: 19 ferramentas
15) Negação de serviço: 29 ferramentas
16) Drone: 4 ferramentas
17) Exploração: 174 ferramentas
18) Impressão digital: 30 ferramentas
19) Firmware: 4 ferramentas
20) Forense: 124 ferramentas
21) Difusão: 83 ferramentas
22) Hardware: 6 ferramentas
23) Pote de mel: 16 ferramentas
24) Sistema de detecção de intrusos: 1 ferramenta
25) Chaveiro: 3 ferramentas
26) Malware: 33 ferramentas
27) Diversa: 128 ferramentas
28) Móvel: 43 ferramentas
29) Rede: 166 ferramentas
30) Comunicação de campo próximo: 1 ferramenta
31) Empacotamento: 2 ferramentas
32) Proxy: 33 ferramentas
33) Radio: 13 ferramentas
34) Reconhecimento: 33 ferramentas
35) Inversão: 40 ferramentas
36) Varredura: 294 ferramentas
37) Análise do tráfego de rede: 46 ferramentas
38) Social: 54 ferramentas
39) Falsificação: 16 ferramentas
40) Esteganografia: 11 ferramentas
41) Tunelamento: 24 ferramentas
42) Voz sobre IP: 22 ferramentas
43) Aplicativo web: 284 ferramentas
44 Windows: 130 ferramentas
45) Sem fio: 82 ferramentas
46) Cracking (zip/7z/rar): 1 ferramenta; obevilion
47) Ferramentas não categorizadas: 3 ferramentas; didier-stevens-suite, python-search-engine-parser e python-yara-rednaga